# Вспышка лихорадки Зика в Латинской Америке
Крупнейшая за всю историю эпидемическая вспышка лихорадки Зика началась в 2015 году в Южной и Центральной Америке. Вирус Зика начал стремительно распространяться в Бразилии в апреле 2015 года и к началу февраля 2016 года охватил 33 страны и территории на двух континентах.
В январе 2016 года Всемирная организация здравоохранения объявила, что к концу года вирус охватит большую часть двух континентов, инфицировано будет от 3 до 4 миллионов человек. 1 февраля в Женеве прошло экстренное заседание Всемирной организации здравоохранения, по итогам которого положение с вирусом Зика признано чрезвычайной ситуацией международного масштаба.

## Происхождение и характер вируса
Вирус, открытый в Уганде, относится к числу тропических комариных лихорадок и распространяется преимущественно жёлтолихорадочным комаром (лат. Aedes aegypti), который широко распространён в тропических и субтропических областях, а также комаром вида Aedes albopictus, распространённым по всей восточной части Северной Америки вплоть до Великих озёр.
Полагают, что вирус мог попасть в Южную Америку из Французской Полинезии. Сотрудники Института тропической медицины Сан-Паулу считают, что это могло произойти во время Чемпионата мира по футболу, проходившего в Бразилии в июне-июле 2014 года. Французские учёные из Института Пастера считают, что вирус был завезён в ходе чемпионата по гребле на каноэ IVF Va’a World Sprint, прошедшего в августе 2014 года в Рио-де-Жанейро, где участвовали атлеты из Французской Полинезии.
Точный учёт числа заболевших осложняется тем, что только в 25 % случаев выражена симптоматика. Сам вирус достоверно детектируется через несколько дней заражения и только по анализу крови. В острой форме он похож на вирус Чикунгунья или лихорадку денге.
В ходе эпидемии было выдвинуто предположение, что вирус Зика является причиной микроцефалии у новорожденных, если заражение произошло во время беременности. В начале февраля стало известно, что в ходе исследований были обнаружены образцы следы вируса в плацентарной ткани беременных, родивших микроцефалов, а также в тканях головного мозга таких новорождённых. Тогда же в феврале стало известно о случаях передачи вируса во время секса. 4 февраля власти Бразилии сообщили об одном факте заражения через донорскую кровь, произошедшем ещё в апреле 2015. 5 февраля они же объявили, что обнаружили вирус в образцах урины и слюны заболевших. Исследуется возможность заражения через поцелуи.

## Бразилия
Наибольшее распространение вирус получил в Бразилии, где число переболевших достигло полутора миллионов человек. Только с октября по конец января в Бразилии было зафиксировано 4182 ребёнка с микроцефалией, которая с высокой вероятностью связана с вирусом, тогда как с 2010 по 2014 в среднем за год регистрировалось 163 подобных случая. В штате Пернамбуку микроцефалия наблюдается у 1—2 % новорождённых. Активисты просят на законодательном уровне разрешить аборты женщинам, переболевшим вирусом (сейчас в Бразилии аборты разрешены только при угрозе жизни матери).
Эпидемия вируса Зика может снизить туристический поток на предстоящих летних Олимпийских играх, которые примет Рио-де-Жанейро в августе 2016. Ожидается, что Олимпиаду посетят 380 тысяч туристов. Если эпидемия к тому времени не будет пресечена, поспособствует более широкому распространению вируса. В начале февраля глава администрации президента Бразилии Жак Вагнер призвал беременных женщин не приезжать на Олимпиаду в Рио-де-Жанейро из-за риска заболевания лихорадкой Зика.

## Остальная Латинская Америка
Второй наиболее пострадавшей страной стала Колумбия, где число подтверждённых случаев заражения к 6 февраля достигло 25 645, из них как минимум 3177 случаев — беременные. 4 февраля власти Колумбии сообщили о первых трёх случаях смерти от синдрома Гийена — Барре, вызванного вирусом Зика. Наиболее пострадавший регион страны — департамент Норте-де-Сантандер, граничащий с Венесуэлой. В нём зарегистрировано более 5 тысяч заболевших и почти треть случаев с беременностью. В курортных городах Картахена и Санта-Марта зарегистрировано более 11 тысяч случаев. Медицинские власти Колумбии рекомендовали женщинам избегать беременности в ближайшие 6—8 месяцев. В Колумбии тяжёло добиться права на аборт, тем не менее 5 февраля СМИ сообщили о первом прерывании беременности, разрешённом из-за вируса.
Венесуэла долгое время скрывала статистику, но 28 января под давлением общественности объявила о 4700 возможных случаях заражения. Негосударственные организации обвиняют власти в сокрытии масштабов эпидемии, которая может быть даже больше, чем в соседней Колумбии. Так, во второй половине 2015 года было зафиксировано более 400 тысяч необычных случаев острой лихорадки, отношение к которой может иметь вирус Зика. Только за неделю в конце января-начале февраля было зарегистрировано 255 случаев синдрома Гийена — Барре, потенциально вызванного вирусом. Ситуацию в Венесуэле осложняет, что на фоне экономического кризиса расходы на здравоохранение были сокращены на 80 %. Государственная фармкомпания Quimbiotec — единственный производитель иммуноглобулина, необходимого для терапии синдрома Гийена — Барре — остановила производство в августе 2015 года.
Гондурас первого февраля объявил чрезвычайное положение. Власти Сальвадора рекомендовали отложить заведение ребенка вплоть до 2018 года.

## Завезённые случаи заболевания

### США и Канада
На четвёртое февраля в США зарегистрирован 51 человек с вирусом Зика, 50 из них заразились вне страны. Второго февраля медицинская администрация американского Далласа сообщила о первом факте передачи вируса Зика внутри страны — в результате незащищённого секса. 8 февраля стало известно о планах администрации Барака Обамы запросить у Конгресса 1,8 млрд долларов на борьбу с распространением вируса, профилактику и разработку вакцины. Из этой суммы  250 миллионов планируется направить на помощь Пуэрто-Рико, где 5 февраля объявили чрезвычайное положение, и 335 миллионов внести в фонд USAID для помощи другим странам.
Эпидемия затронула систему донорства крови. Управление по санитарному надзору за качеством пищевых продуктов и медикаментов (FDA) разрабатывает меры по предотвращению попадания заражённой крови в банки крови. Американский Красный Крест, поставляющий около 40 % донорской крови в США, рекомендовал всем, кто путешествовал в Мексику и южнее добровольно отложить донацию на 28 дней. Канада также ввела месячную отсрочку для доноров.

### Остальной мир
Завезённые из Америки случаи заражения вирусом Зика зафиксированы в ряде европейских стран: Австрии, Германии, Дании, Ирландии, Испании, Италии, Португалии, Финляндии и Швейцарии. А также в Израиле и Австралии. 4 февраля Испания сообщила о первой беременной европейке с вирусом Зика. Заражение произошло во время поездки в Колумбию.
Существует риск, что вирус распространится внутри Европы через комаров вида Aedes albopictus и на юге России, где существует устойчивая популяция Aedes aegypti.
В начале февраля островное государство Тонга в Океании объявило об эпидемии. Подтверждено 5 случаев, ещё около 260 человек тестируются на вирус. Не ясно, является ли эта вспышка внутрирегиональной, или вирус был завезён из Латинской Америки.

## Меры борьбы
Уничтожение комаров
Президент Бразилии Дилма Русеф распорядилась привлечь 220 тысяч солдат для борьбы с колониями комаров, мобилизация солдат должна была начаться 13 февраля.
Американские консервативные издания National Review и Manhattan Institute призвали возобновить использование запрещённого ДДТ для уничтожения колоний комаров. Хотя конкретно в США использование данного инсектицида было запрещено в 1972 году из-за его канцерогенных свойств, ДДТ до сих пор используется бедными странами. Это привело к тому, что нынешняя популяция Aedes aegypti маловосприимчива к веществу. Более того, широкое использование ДДТ может развить у комариных популяций невосприимчивости к пиретроидам, классу более безопасных инсектицидов.
Создание вакцины
О работе над вакциной сообщали Takeda Pharmaceutical, Sanofi, Pfizer, Merck & Co., Johnson & Johnson и Bharat Biotech.
Бразильские законы запрещают отправку генетического материала за границу. Как результат, исследовательские центры вне Бразилии испытывают недостаток образцов вируса и вынуждены в своей работе использовать штаммы вируса, полученные не из эпицентра эпидемии: английские исследователи используют образцы из Микронезии, французские — из Полинезии и Мартиники, испанским лабораториям образцы были предоставлены из США и Уганды.
Контрацепция и аборты
Считается, что каждая вторая беременность в Латинской Америке является незапланированной и только 52 % женщин имеют доступ к средствам контрацепции. Эпидемия может увеличить число абортов, 95 % которых из-за запретительного законодательства сейчас проводятся нелегально (по оценкам, в регионе делают 4,4 млн абортов в год), и косвенно увеличить смертность среди женщин.
Британская Public Health England рекомендовала женщинам использовать презервативы и избегать беременности в течение 28 дней после возвращения из Латинской Америки, если у неё или партнёра нет симптомов заболевания, и отложить беременность на полгода после восстановления, если заражение произошло.